# Delegado Caveira
Lenildo Mendes dos Santos Sertão (Rio Verde, 27 de abril de 1979), mais conhecido como Delegado Caveira, é um policial civil e político brasileiro filiado no Partido Liberal (PL). Foi vereador do município de São Félix do Xingu e deputado estadual do Pará. Atualmente é deputado federal pelo mesmo estado.

## Biografia
Delegado Caveira nasceu em Rio Verde, no estado de Goiás. Iniciou sua carreira profissional como cabo do Exército Brasileiro e em seguida da Polícia Militar de Goiás, exercendo essa função por três anos. Foi aprovado no concurso da Polícia Civil do Pará, em 2011, começou a trabalhar em Redenção, foi transferido ano seguinte para Tucumã e, depois, se estabeleceu em São Félix do Xingu, onde iniciou sua carreira política.

## Carreira política

### Vereador de São Félix do Xingu
Em 2016, disputou pelo Partido Social Cristão o cargo de vereador de São Félix do Xingu. Foi eleito com 1.265 votos, equivalente a 4,94% dos votos na eleição para a Câmara Municipal local.
Em seu mandato como vereador, Caveira supostamente exerceu conjuntamente sua função parlamentar com a de policial, fato que é proibido na legislação brasileira e levou a um processo de improbidade administrativa.

### Deputado estadual
Em 2018, disputou pelo Progressistas o cargo de deputado estadual. Foi eleito com 16.325 votos. Caveira apoiou a candidatura presidencial de Jair Bolsonaro.

## Vida pessoal
Seu apelido político de "Delegado Caveira" é uma referência ao Punisher, personagem anti-herói da Marvel Comics que atua como um vigilante para combater o crime. A "Caveira" presente em seu nome é a mesma do personagem.